# Urophyllum hexandrum
Urophyllum hexandrum là một loài thực vật có hoa trong họ Thiến thảo. Loài này được Kuntze miêu tả khoa học đầu tiên năm 1891.